# Lecanora dispersoareolata
Lecanora dispersoareolata är en lavart som först beskrevs av Schaer., och fick sitt nu gällande namn av Lamy. Lecanora dispersoareolata ingår i släktet Lecanora och familjen Lecanoraceae.   Inga underarter finns listade i Catalogue of Life.